# فرگشت تولیدمثل جنسی
فرگشت تولیدمثل جنسی یک ویژگی تطبیقی است که تقریباً در همه جانداران چندسلولی (و همچنین برخی از موجودات تک سلولی) مشترک است و بسیاری از آنها قادر به تولیدمثل غیرجنسی نیستند. پیش از ظهور تولیدمثل جنسی، فرایند سازگاری که در آن ژن‌ها از نسلی به نسل دیگر تغییر می‌کردند (جهش ژنتیکی) بسیار آهسته و تصادفی اتفاق می‌افتاد. رابطه جنسی به عنوان یک مکانیسم بسیار کارآمد برای ایجاد تنوع فرگشت یافته‌است و این مزیت اصلی را داشت که موجودات را قادر می‌سازد تا با محیط‌های متغیر سازگار شوند. با این حال، رابطه جنسی با هزینه همراه بود. در تولیدمثل غیرجنسی، نیازی به صرف زمان و انرژی برای انتخاب همسر نیست. و اگر محیط تغییر نکرده باشد، ممکن است دلیل کمی برای تغییر وجود داشته باشد، زیرا ممکن است ارگانیسم قبلاً به خوبی سازگار شده باشد. با این حال، رابطه جنسی به عنوان پربارترین وسیله برای شاخه شدن گونه‌ها به درخت زندگی فرگشت یافته‌است. تنوع در درخت فیلوژنتیک از طریق تولید مثل جنسی سریعتر از تولید مثل غیرجنسی اتفاق می‌افتد.
فرگشت تولیدمثل جنسی توضیح می‌دهد که چگونه حیوانات، گیاهان، قارچ‌ها و پروتیست‌های تولید مثل جنسی می‌توانستند از یک اجداد مشترک که یک گونه یوکاریوتی تک سلولی بود، فرگشت یافته باشند. تولیدمثل جنسی در یوکاریا گسترده‌است، اگرچه تعداد کمی از گونه‌های یوکاریوتی به‌طور ثانویه توانایی تولید مثل جنسی را از دست داده‌اند، مانند Bdelloidea، و برخی از گیاهان و حیوانات به‌طور معمول به صورت غیرجنسی (از طریق آپومیکس و پارتوژنز) بدون از دست دادن جنسیت تولید مثل می‌کنند. فرگشت جنسیت شامل دو موضوع مرتبط اما متمایز است: منشأ آن و حفظ آن.
منشأ تولیدمثل جنسی را می‌توان در پروکاریوت‌های اولیه، حدود دو میلیارد سال پیش (گیا)، زمانی که باکتری‌ها شروع به تبادل ژن‌ها از طریق صرف، تبدیل، و انتقال کردند، ردیابی کرد. اگرچه این فرایندها از تولید مثل جنسی واقعی متمایز هستند، اما برخی از شباهت‌های اساسی با یکدیگر دارند. در یوکاریوت‌ها، تصور می‌شود که جنسیت واقعی در آخرین جد مشترک یوکاریوتی، احتمالاً از طریق چندین فرایند با موفقیت متفاوت، پدید آمده‌است، و سپس تداوم یافته‌است (در مقایسه با "LUCA").
از آنجایی که تأیید فرضیه‌های منشأ جنسیت به‌طور تجربی (خارج از محاسبات فرگشتی) دشوار است، بیشتر کارهای فعلی بر تداوم تولید مثل جنسی در طول زمان فرگشت متمرکز شده‌اند. حفظ تولیدمثل جنسی (مخصوصاً شکل دوپایه ای آن) توسط انتخاب طبیعی در دنیایی بسیار رقابتی از دیرباز یکی از معماهای اصلی زیست‌شناسی بوده‌است، زیرا هر دو مکانیسم شناخته شده تولید مثل - تولید مثل غیرجنسی و هرمافرودیتیسم - دارای مزایای آشکاری نسبت به آن هستند. . تولیدمثل غیرجنسی می‌تواند با جوانه زدن، شکافت یا تشکیل اسپور ادامه یابد و شامل پیوند گامت‌ها نمی‌شود، که بر این اساس منجر به سرعت تولید مثل بسیار سریع‌تر در مقایسه با تولید مثل جنسی می‌شود، جایی که ۵۰ درصد فرزندان نر هستند و قادر به تولید نسل خود نیستند. در تولیدمثل هرمافرودیتی، هر یک از دو ارگانیسم والد مورد نیاز برای تشکیل یک زیگوت می‌توانند گامت نر یا ماده را فراهم کنند، که منجر به مزایایی هم در اندازه و هم در تنوع ژنتیکی یک جمعیت می‌شود.
بنابراین تولیدمثل جنسی باید مزایای تناسب اندام قابل توجهی را ارائه دهد زیرا، علیرغم هزینه دو برابری رابطه جنسی (نگاه کنید به زیر)، در بین اشکال زندگی چند سلولی غالب است، که به این معنی است که تناسب اندام فرزندان حاصل از فرآیندهای جنسی بر هزینه‌ها بیشتر است. تولید مثل جنسی از نوترکیبی ناشی می‌شود، جایی که ژنوتیپ‌های والدین دوباره سازماندهی می‌شوند و با فرزندان به اشتراک گذاشته می‌شوند. این در تضاد با تکثیر غیرجنسی تک والدی است که در آن فرزندان همیشه با والدین یکسان هستند (جهش ممنوع است). نوترکیبی دو مکانیسم تحمل خطا را در سطح مولکولی فراهم می‌کند: ترمیم DNA نوترکیبی (که در طول میوز ترویج می‌شود زیرا کروموزوم‌های همولوگ در آن زمان جفت می‌شوند) و مکمل (همچنین به عنوان هتروزیس، قدرت هیبریدی یا پوشاندن جهش‌ها شناخته می‌شود).

## تاریخچه
موضوع فرگشت ویژگی‌های تولید مثل جنسی در نوشته‌های ارسطو، و تفکر فلسفی-علمی مدرن در مورد این مسئله، حداقل به اراسموس داروین (۱۷۳۱–۱۸۰۲) در قرن ۱۸ برمی‌گردد. آگوست وایزمن این موضوع را در سال ۱۸۸۹ انتخاب کرد و استدلال کرد که جنسیت در تولید تنوع ژنتیکی نقش دارد، همان‌طور که در اکثر توضیحات زیر توضیح داده شده‌است. از سوی دیگر، چارلز داروین (۱۸۰۹–۱۸۸۲) به این نتیجه رسید که تأثیر نیروی هیبریدی (مکمل) «به اندازه کافی برای توضیح پیدایش دو جنس کافی است». و فرضیه تکمیل، که در زیر توضیح داده شده‌است. از زمان پیدایش سنتز فرگشتی مدرن در قرن بیستم، زیست شناسان متعددی از جمله دبلیو دی همیلتون، الکسی کوندراشوف، جورج سی ویلیامز، هریس برنشتاین، کارول برنشتاین، مایکل ام. کاکس، فردریک ای. هاپف و ریچارد ای. توضیحات رقابتی برای اینکه چگونه طیف وسیعی از گونه‌های زنده مختلف تولید مثل جنسی را حفظ می‌کنند.
مفهوم جنسیت شامل دو پدیده اساسی است: فرایند جنسی (تلفیقی اطلاعات ژنتیکی دو فرد) و تمایز جنسی (تفکیک این اطلاعات به دو بخش). بسته به وجود یا عدم وجود این پدیده‌ها، همه اشکال موجود تولید مثل را می‌توان به عنوان غیرجنسی، هرمافرودیت یا دوپایه طبقه‌بندی کرد. فرایند جنسی و تمایز جنسی پدیده‌های متفاوتی هستند و در اصل کاملاً متضاد هستند. اولی باعث ایجاد (افزایش) تنوع ژنوتیپ‌ها می‌شود و دومی آن را به نصف کاهش می‌دهد.

## مزایای رابطه جنسی و تولیدمثل جنسی
مزایای تولیدمثلی اشکال غیرجنسی در کمیت نتاج و مزایای اشکال هرمافرودیت در حداکثر تنوع است. انتقال از هرمافرودیت به حالت دوپایه منجر به از دست دادن حداقل نیمی از تنوع می‌شود؛ بنابراین، چالش اصلی توضیح مزایای تمایز جنسی است، یعنی مزایای دو جنس مجزا در مقایسه با هرمافرودیت‌ها به جای توضیح مزایای اشکال جنسی (هرمافرودیت + دوقطبی) نسبت به غیرجنسی. قبلاً درک شده‌است که از آنجایی که تولید مثل جنسی با هیچ مزیت باروری واضحی همراه نیست، در مقایسه با غیرجنسی، باید مزایای مهمی در فرگشت وجود داشته باشد.

### مزایای ناشی از تنوع ژنتیکی
برای مزیت ناشی از تنوع ژنتیکی، سه دلیل احتمالی وجود دارد که ممکن است این اتفاق بیفتد. اول، تولیدمثل جنسی می‌تواند اثرات دو جهش مفید را در یک فرد ترکیب کند (یعنی جنسیت به گسترش صفات مفید کمک می‌کند). همچنین، لازم نیست جهش‌های ضروری یکی پس از دیگری در یک ردیف از فرزندان اتفاق افتاده باشند. جمعیت (یعنی رابطه جنسی به حذف ژن‌های مضر کمک می‌کند). با این حال، در ارگانیسم‌هایی که فقط یک مجموعه کروموزوم دارند، جهش‌های مضر فوراً از بین می‌روند و بنابراین حذف جهش‌های مضر برای تولید مثل جنسی یک مزیت بعید است. در نهایت، جنسیت ترکیب‌های ژنی جدیدی ایجاد می‌کند که ممکن است مناسب‌تر از ترکیب‌های قبلی باشد، یا ممکن است به سادگی منجر به کاهش رقابت بین بستگان شود.
برای مزیت ترمیم DNA، از بین بردن آسیب DNA با تعمیر DNA نوترکیبی در طول میوز، فواید زیادی دارد، زیرا این حذف امکان بقای بیشتر نتاج با DNA سالم را فراهم می‌کند. مزیت مکمل‌سازی برای هر یک از شریک‌های جنسی، اجتناب از اثرات بد ژن‌های مغلوب مضر آن‌ها در نتاج با اثر پوشاندن ژن‌های غالب طبیعی است که توسط شریک دیگر ایجاد می‌شود.
طبقات فرضیه‌های مبتنی بر ایجاد تنوع در زیر شکسته می‌شوند. هر تعدادی از این فرضیه‌ها ممکن است در هر گونه معینی صادق باشد (آنها متقابلاً منحصر به فرد نیستند)، و فرضیه‌های متفاوتی ممکن است در گونه‌های مختلف اعمال شود. با این حال، یک چارچوب تحقیقاتی مبتنی بر ایجاد تنوع هنوز پیدا نشده‌است که به فرد امکان می‌دهد تعیین کند که آیا دلیل جنسیت برای همه گونه‌های جنسی جهانی است یا خیر، و اگر نه، مکانیسم‌هایی که در هر گونه عمل می‌کنند.
از سوی دیگر، حفظ رابطه جنسی بر اساس ترمیم و تکمیل DNA به‌طور گسترده برای همه گونه‌های جنسی اعمال می‌شود.

### محافظت در برابر جهش ژنتیکی عمده
برخلاف این دیدگاه که جنسیت تنوع ژنتیکی را افزایش می‌دهد، هنگ و گورلیک و هنگ شواهدی را بررسی کردند که نشان می‌دهد جنسیت در واقع به عنوان یک محدودیت برای تنوع ژنتیکی عمل می‌کند. آنها معتقدند که جنسیت به عنوان یک فیلتر درشت عمل می‌کند، تغییرات ژنتیکی عمده، مانند بازآرایی‌های کروموزومی را از بین می‌برد، اما اجازه می‌دهد تغییرات جزئی، مانند تغییرات در سطح نوکلئوتید یا ژن (که اغلب خنثی هستند) از غربال جنسی عبور کند.

### ژنوتیپ‌های جدید
جنسیت می‌تواند روشی باشد که توسط آن ژنوتیپ‌های جدید ایجاد می‌شود. از آنجایی که جنسیت ژن‌های دو فرد را ترکیب می‌کند، جمعیت‌های تولید مثل جنسی می‌توانند به راحتی ژن‌های سودمند را نسبت به جمعیت‌های غیرجنسی ترکیب کنند. اگر در یک جمعیت جنسی، دو آلل سودمند مختلف در جایگاه‌های متفاوتی در یک کروموزوم در اعضای مختلف جمعیت ایجاد شوند، کروموزوم حاوی دو آلل سودمند را می‌توان طی چند نسل با نوترکیبی تولید کرد. با این حال، اگر دو آلل یکسان در اعضای مختلف یک جمعیت غیرجنسی ایجاد شوند، تنها راهی که یک کروموزوم می‌تواند الل دیگر را توسعه دهد این است که به‌طور مستقل همان جهش را به دست آورد، که بسیار بیشتر طول می‌کشد. چندین مطالعه به استدلال‌های متضاد پرداخته‌اند، و این سؤال که آیا این مدل به اندازه کافی قوی است تا غلبه تولیدمثل جنسی در مقابل تولیدمثل غیرجنسی را توضیح دهد، باقی می‌ماند.
رونالد فیشر همچنین پیشنهاد کرد که رابطه جنسی ممکن است گسترش ژن‌های سودمند را با اجازه دادن به آن‌ها برای فرار بهتر از محیط ژنتیکی، در صورتی که روی کروموزوم‌هایی با ژن‌های مضر ایجاد کنند، تسهیل کند.
حامیان این نظریه‌ها به این استدلال تعادل پاسخ می‌دهند که افراد تولید مثل جنسی و غیرجنسی ممکن است از جنبه‌های دیگر نیز متفاوت باشند - که ممکن است بر تداوم تمایلات جنسی تأثیر بگذارد. به عنوان مثال، در کک‌های آبی هتروگام از جنس Cladocera، فرزندان جنسی تخم‌هایی را تشکیل می‌دهند که در مقایسه با آنهایی که کک‌ها به صورت غیرجنسی تولید می‌کنند، بهتر می‌توانند در زمستان زنده بمانند.

### افزایش مقاومت در برابر انگل‌ها
یکی از گسترده‌ترین نظریه‌های مورد بحث برای توضیح تداوم رابطه جنسی این است که برای کمک به افراد جنسی در مقاومت در برابر انگل‌ها، که به عنوان فرضیه ملکه سرخ نیز شناخته می‌شود، حفظ می‌شود.
هنگامی که یک محیط تغییر می‌کند، آلل‌های خنثی یا مضر قبلی می‌توانند مطلوب شوند. اگر محیط به سرعت به اندازه کافی تغییر کند (یعنی بین نسل‌ها)، این تغییرات در محیط می‌تواند رابطه جنسی را برای فرد مفید کند. چنین تغییرات سریعی در محیط ناشی از فرگشت مشترک بین میزبان و انگل است.
برای مثال تصور کنید که یک ژن در انگل‌ها با دو آلل p و P وجود دارد که دو نوع توانایی انگلی ایجاد می‌کند و یک ژن در میزبان با دو آلل h و H وجود دارد که دو نوع مقاومت انگل را ایجاد می‌کند، به‌طوری‌که انگل‌های دارای آلل p می‌توانند خود را به میزبان‌هایی با آلل h و P به H متصل می‌کنند. چنین وضعیتی منجر به تغییرات چرخه‌ای در فرکانس آلل می‌شود – با افزایش فرکانس p, h نامطلوب خواهد بود.
در حقیقت، چندین ژن در ارتباط بین میزبان و انگل نقش دارند. در جمعیت غیرجنسی میزبان، فرزندان تنها در صورت بروز جهش، مقاومت انگلی متفاوتی خواهند داشت. با این حال، در جمعیت جنسی میزبان، فرزندان ترکیب جدیدی از آلل‌های مقاومت انگلی خواهند داشت.
به عبارت دیگر، مانند ملکه سرخ لوئیس کارول، میزبان‌های جنسی به‌طور مداوم در حال «دویدن» (تطبیق) برای «ماندن در یک مکان» (مقاومت در برابر انگل‌ها) هستند.
شواهدی برای این توضیح برای فرگشت جنسیت با مقایسه سرعت فرگشت مولکولی ژن‌های کینازها و ایمونوگلوبولین‌ها در سیستم ایمنی با ژن‌های کدکننده پروتئین‌های دیگر ارائه می‌شود. ژن‌های کد کننده پروتئین‌های سیستم ایمنی به‌طور قابل توجهی سریع تر فرگشت می‌یابند.
شواهد بیشتر برای فرضیه ملکه سرخ با مشاهده پویایی طولانی مدت و فرگشت همزمان انگل در جمعیت «مخلوط» (جنسی و غیرجنسی) حلزون‌ها (Potamopyrgus antipodarum) ارائه شد. تعداد افراد جنسی، تعداد غیرجنسی‌ها و میزان عفونت انگل برای هر دو مورد بررسی قرار گرفت. مشخص شد که کلون‌هایی که در ابتدای مطالعه فراوان بودند در طول زمان بیشتر مستعد ابتلا به انگل شدند. با افزایش عفونت‌های انگل، تعداد کلون‌هایی که زمانی فراوان بود به‌طور چشمگیری کاهش یافت. برخی از انواع کلونال به‌طور کامل ناپدید شدند. در همین حال، جمعیت حلزون‌های جنسی در طول زمان بسیار پایدارتر باقی ماندند.
با این حال، هانلی و همکاران. هجوم کنه‌های یک گونه مارمولک پارتنوژنتیک و دو گونه اجدادی جنسی مرتبط با آن را مورد مطالعه قرار داد. برخلاف انتظارات مبتنی بر فرضیه ملکه سرخ، آنها دریافتند که شیوع، فراوانی و میانگین شدت کنه‌ها در گکوهای جنسی به‌طور قابل‌توجهی بیشتر از غیرجنسی‌هایی است که در یک زیستگاه مشترک هستند.
در سال ۲۰۱۱، محققان از کرم گرد میکروسکوپی Caenorhabditis elegans به عنوان میزبان و باکتری بیماری‌زا Serratia marcescens برای تولید یک سیستم هم فرگشتی میزبان-انگل در یک محیط کنترل شده استفاده کردند و به آنها اجازه داد تا بیش از ۷۰ آزمایش فرگشتی را برای آزمایش فرضیه ملکه سرخ انجام دهند. آنها سیستم جفت‌گیری سی. الگانس را به‌طور ژنتیکی دستکاری کردند و باعث شدند که جمعیت‌ها از نظر جنسی، با خود باروری یا مخلوطی از هر دو در یک جمعیت جفت‌گیری کنند. سپس آن جمعیت‌ها را در معرض انگل S. marcescens قرار دادند. مشخص شد که جمعیت‌های خود بارور کننده C. elegans به سرعت توسط انگل‌های در حال فرگشت منقرض شدند، در حالی که جنسیت به جمعیت‌ها اجازه می‌دهد تا با انگل‌های خود همگام شوند، نتیجه‌ای که با فرضیه ملکه سرخ مطابقت دارد. در جمعیت‌های طبیعی C. elegans، خود باروری روش غالب تولیدمثل است، اما رویدادهای متقاطع نادر با نرخ حدود ۱٪ رخ می‌دهد.
منتقدان فرضیه ملکه سرخ این سؤال را مطرح می‌کنند که آیا محیط دائماً در حال تغییر میزبان‌ها و انگل‌ها به اندازه کافی برای توضیح فرگشت جنسیت رایج است یا خیر. به‌طور خاص، Otto و Nuismer  نتایجی را ارائه کردند که نشان می‌داد فعل و انفعالات گونه‌ها (به عنوان مثال تعامل میزبان در مقابل انگل) معمولاً بر خلاف جنسیت انتخاب می‌شوند. آنها به این نتیجه رسیدند که، اگرچه فرضیه ملکه سرخ در شرایط خاصی از رابطه جنسی حمایت می‌کند، اما به تنهایی همه جا بودن رابطه جنسی را توضیح نمی‌دهد. Otto و Gerstein همچنین اظهار داشتند که «به نظر ما به نظر می‌رسد که انتخاب قوی برای هر ژن به اندازه کافی رایج است که فرضیه ملکه سرخ بتواند همه جا بودن جنسیت را توضیح دهد.» پارکر مطالعات ژنتیکی متعددی را در مورد مقاومت به بیماری‌های گیاهی بررسی کرد و نتوانست نمونه‌ای منطبق با فرضیه‌های ملکه سرخ را کشف کند.

## زیان‌های رابطه جنسی و تولیدمثل جنسی
تناقض وجود تولیدمثل جنسی این است که اگرچه در موجودات چند سلولی همه جا وجود دارد، اما ظاهراً معایب ذاتی زیادی برای تولیدمثل جنسی در مقایسه با مزایای نسبی اشکال جایگزین تولید مثل، مانند تولید مثل غیرجنسی، وجود دارد؛ بنابراین، از آنجا که تولید مثل جنسی در زندگی پیچیده چند سلولی فراوان است، باید برخی از مزایای قابل توجهی برای جنسیت و تولید مثل جنسی وجود داشته باشد که این معایب اساسی را جبران کند.

### هزینه افزایش جمعیت رابطه جنسی
یکی از محدودکننده‌ترین معایب فرگشت تولید مثل جنسی توسط انتخاب طبیعی این است که جمعیت غیرجنسی می‌تواند با سرعت بیشتری نسبت به جمعیت جنسی در هر نسل رشد کند.
به عنوان مثال، فرض کنید که کل جمعیت برخی از گونه‌های نظری دارای ۱۰۰ موجود زنده متشکل از دو جنس (یعنی نر و ماده) با نمایش نر به ماده ۵۰:۵۰ است، و تنها ماده‌های این گونه می‌توانند فرزند داشته باشند. اگر همه اعضای توانمند این جمعیت یک بار تولید مثل کنند، در مجموع ۵۰ فرزند (نسل F1) تولید می‌شود. این نتیجه را با یک گونه غیرجنسی مقایسه کنید، که در آن هر یک از اعضای یک جمعیت ۱۰۰ ارگانیسمی با اندازه مساوی قادر به بچه دار شدن هستند. اگر همه اعضای توانمند این جمعیت غیرجنسی یک بار تولید مثل می‌کردند، در مجموع ۱۰۰ فرزند تولید می‌شد - دو برابر تعداد تولید شده توسط جمعیت جنسی در یک نسل.

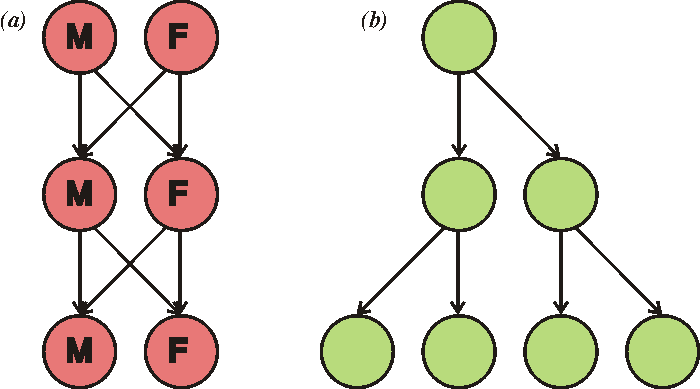
این نمودار هزینه دو برابری رابطه جنسی را نشان می‌دهد. اگر قرار باشد هر فرد به تعداد فرزندان یکسانی (دو نفر) کمک کند، (الف) جمعیت جنسی در هر نسل به همان اندازه باقی می‌ماند، جایی که (ب) جمعیت غیرجنسی در هر نسل دو برابر می‌شود.

این ایده گاهی اوقات به عنوان هزینه دو برابری تولید مثل جنسی نامیده می‌شود. این اولین بار توسط جان مینارد اسمیت به صورت ریاضی توصیف شد[. اسمیت در دست‌نوشته‌اش بیشتر در مورد تأثیر یک جهش‌یافته غیرجنسی که در جمعیت جنسی ایجاد می‌شود، که میوز را سرکوب می‌کند و به تخم‌ها اجازه می‌دهد تا به فرزندانی که از نظر ژنتیکی یکسان هستند، حدس زد. مادر بر اساس تقسیم میتوزی.[صفحه مورد نیاز] دودمان جهش یافته-جنسی نمایندگی خود را در جمعیت هر نسل دوبرابر می‌کند، و بقیه مساوی هستند.
از نظر فنی، مشکل بالا مربوط به تولید مثل جنسی نیست، بلکه وجود زیرمجموعه‌ای از ارگانیسم‌هایی است که قادر به تولید نسل نیستند. در واقع، برخی از ارگانیسم‌های چند سلولی (ایزوگام) در تولید مثل جنسی شرکت می‌کنند، اما همه اعضای این گونه قادر به تولید نسل هستند. نیمی از پتانسیل تولیدمثلی آنها در پسران؛ بنابراین، در این فرمول‌بندی، هزینه اصلی رابطه جنسی این است که زن و مرد باید به‌طور موفقیت‌آمیزی با هم کنار بیایند، که تقریباً همیشه مستلزم صرف انرژی برای جمع شدن در زمان و مکان است. موجودات غیرجنسی نیازی به صرف انرژی لازم برای یافتن جفت ندارند.

### ژن‌های سیتوپلاسمی خودخواه
تولیدمثل جنسی به این معنی است که کروموزوم‌ها و آلل‌ها در هر نسلی جدا می‌شوند و دوباره ترکیب می‌شوند، اما همه ژن‌ها با هم به فرزندان منتقل نمی‌شوند. همکاران جهش یافته این جهش‌ها به عنوان «خودخواه» نامیده می‌شوند زیرا آنها گسترش خود را به قیمت آلل‌های جایگزین یا ارگانیسم میزبان ترویج می‌کنند. آنها شامل محرک‌های میوز هسته‌ای و ژن‌های سیتوپلاسمی خودخواه هستند.[۲۷][صفحه مورد نیاز] محرک‌های میوز ژن‌هایی هستند که میوز را تحریف می‌کنند و گامت‌هایی را تولید می‌کنند که بیش از ۵۰ درصد از زمان‌هایی که تصادفی انتظار می‌رود تولید کنند. یک ژن سیتوپلاسمی خودخواه، ژنی است که در اندامک، پلاسمید یا انگل درون سلولی قرار دارد که تولیدمثل را تغییر می‌دهد تا باعث افزایش خود به قیمت سلول یا ارگانیسمی شود که آن را حمل می‌کند.

### هزینه وراثت ژنتیکی رابطه جنسی
ارگانیسمی که از نظر جنسی تولید مثل می‌کند، تنها ۵۰ درصد از مواد ژنتیکی خود را به هر فرزند L2 منتقل می‌کند. این نتیجه این واقعیت است که گامت‌های گونه‌های تولید مثل جنسی هاپلوئید هستند. باز هم، با این حال، این برای همه موجودات جنسی قابل اجرا نیست. گونه‌های زیادی وجود دارند که جنسی هستند اما مشکل از دست دادن ژنتیکی ندارند زیرا نر یا ماده تولید نمی‌کنند. به عنوان مثال، مخمرها ارگانیسم‌های جنسی ایزوگام هستند که دو نوع جفت‌گیری دارند که ژنوم هاپلوئید آنها را با هم ترکیب کرده و دوباره ترکیب می‌کنند. هر دو جنس در طول مراحل هاپلوئید و دیپلوئید چرخه زندگی خود تولید مثل می‌کنند و ۱۰۰٪ شانس انتقال ژن‌های خود را به فرزندان خود دارند.[۲۸][صفحه مورد نیاز]
برخی از گونه‌ها از ۵۰ درصد هزینه تولید مثل جنسی اجتناب می‌کنند، اگرچه «سکس» دارند (به معنای نوترکیبی ژنتیکی). در این گونه‌ها (به عنوان مثال، باکتری‌ها، مژه داران، داینوفلاژل‌ها و دیاتوم‌ها)، «جنس» و تولید مثل به‌طور جداگانه اتفاق می‌افتد.

## ترمیم و تکمیل DNA
همان‌طور که در قسمت قبلی این مقاله بحث شد، تولید مثل جنسی به‌طور معمول به عنوان سازگاری برای تولید تنوع ژنتیکی از طریق نوترکیبی آللی توضیح داده می‌شود. همان‌طور که در بالا اذعان شد، با این حال، مشکلات جدی در این توضیح بسیاری از زیست شناسان را به این نتیجه رسانده‌است که منافع جنسی یک مشکل عمده حل نشده در زیست‌شناسی فرگشتی است.
یک رویکرد «اطلاعاتی» جایگزین برای این مشکل منجر به این دیدگاه شده‌است که دو جنبه اساسی جنسیت، بازترکیب ژنتیکی و برون‌گذری، پاسخ‌های تطبیقی به دو منبع اصلی «نویز» در انتقال اطلاعات ژنتیکی هستند. نویز ژنتیکی می‌تواند به‌عنوان آسیب فیزیکی به ژنوم (مانند تغییر شیمیایی پایه‌های DNA یا شکستگی در کروموزوم) یا خطاهای همانندسازی (جهش) رخ دهد. این دیدگاه جایگزین به عنوان فرضیه تعمیر و تکمیل نامیده می‌شود تا آن را از فرضیه تغییرات سنتی متمایز کند.
فرضیه ترمیم و تکمیل فرض می‌کند که نوترکیبی ژنتیکی اساساً یک فرایند ترمیم DNA است و زمانی که در طول میوز رخ می‌دهد، سازگاری برای ترمیم DNA ژنومی است که به فرزندان منتقل می‌شود. ترمیم نوترکیبی تنها فرایند ترمیم شناخته شده‌ای است که می‌تواند آسیب‌های دو رشته‌ای در DNA را با دقت حذف کند، و چنین آسیب‌هایی هم در طبیعت رایج هستند و هم در صورت عدم ترمیم معمولاً کشنده هستند. به عنوان مثال، شکستگی‌های دو رشته‌ای در DNA حدود ۵۰ بار در هر چرخه سلولی در سلول‌های انسانی اتفاق می‌افتد (به آسیب طبیعی DNA مراجعه کنید). ترمیم نوترکیبی از ساده‌ترین ویروس‌ها تا پیچیده‌ترین یوکاریوت‌های چند سلولی رایج است. در برابر بسیاری از انواع مختلف آسیب‌های ژنومی مؤثر است و به ویژه در غلبه بر آسیب‌های دو رشته‌ای بسیار کارآمد است. مطالعات مکانیسم نوترکیبی میوز نشان می‌دهد که میوز سازگاری برای ترمیم DNA است.[۳۴] این ملاحظات اساس بخش اول فرضیه تعمیر و تکمیل را تشکیل می‌دهند.
در برخی از خطوط تبار از موجودات اولیه، مرحله دیپلوئید چرخه جنسی، که در ابتدا گذرا بود، به مرحله غالب تبدیل شد، زیرا امکان تکمیل - پوشاندن جهش‌های مغلوب مضر (یعنی قدرت هیبریدی یا هتروزیس) را فراهم می‌کرد. برون رفتگی، دومین جنبه اساسی جنسیت، با مزیت پوشاندن جهش‌ها و مضرات همخونی (جفت‌گیری با خویشاوند نزدیک) حفظ می‌شود که امکان بیان جهش‌های مغلوب را فراهم می‌کند (که معمولاً به عنوان افسردگی همخونی مشاهده می‌شود). این با چارلز داروین مطابقت دارد، [۳۵] که به این نتیجه رسید که مزیت انطباقی جنسی، قدرت ترکیبی است. یا به قول او، "فرزندان دو نفر، به ویژه اگر اجداد آنها در شرایط بسیار متفاوتی قرار داشته باشند، از نظر قد، وزن، قوای جسمانی و باروری نسبت به فرزندان خود بارور شده از هر یک از والدین مشابه برتری دارند. "
با این حال، در شرایطی که در آن هزینه‌های جفت‌گیری بسیار بالا است، ممکن است برون زایی به نفع پارتنوژنز یا خودسازی (که مزیت ترمیم نوترکیبی میوز را حفظ می‌کند) کنار گذاشته شود. به عنوان مثال، زمانی که افراد در یک منطقه جغرافیایی نادر هستند، هزینه‌های جفت‌گیری بالا است، مانند زمانی که آتش‌سوزی جنگل رخ داده‌است و افرادی که وارد منطقه سوخته می‌شوند، اولین افرادی هستند که وارد منطقه می‌شوند. در چنین مواقعی به سختی جفت یافت می‌شود و این به نفع گونه‌های پارتنوژن است.
از نظر فرضیه ترمیم و تکمیل، حذف آسیب DNA توسط ترمیم نوترکیبی، شکل جدیدی از نویز اطلاعاتی، نوترکیب آللی، به عنوان یک محصول جانبی تولید می‌کند. این نویز اطلاعاتی کمتر، تنوع ژنتیکی ایجاد می‌کند که توسط برخی به عنوان تأثیر اصلی رابطه جنسی، همان‌طور که در قسمت‌های قبلی این مقاله مورد بحث قرار گرفت، مشاهده می‌شود.

## پاکسازی جهش زیان‌بار
جهش‌ها می‌توانند اثرات متفاوتی بر روی یک ارگانیسم داشته باشند. به‌طور کلی اعتقاد بر این است که اکثر جهش‌های غیرخنثی زیان‌بار هستند، به این معنی که آنها باعث کاهش تناسب اندام کلی ارگانیسم می‌شوند. با فرایند انتخاب طبیعی از جمعیت حذف شود. اعتقاد بر این است که تولیدمثل جنسی در حذف آن جهش‌ها از ژنوم کارآمدتر از تولیدمثل غیرجنسی است.
دو فرضیه اصلی وجود دارد که توضیح می‌دهد که چگونه رابطه جنسی ممکن است برای حذف ژن‌های مضر از ژنوم عمل کند.

### پرهیز از ایجاد جهش زیان‌بار
در حالی که DNA قادر به ترکیب مجدد برای اصلاح آلل‌ها است، DNA همچنین مستعد جهش‌های درون توالی است که می‌تواند یک ارگانیسم را به شیوه ای منفی تحت تأثیر قرار دهد. موجودات غیرجنسی توانایی ترکیب مجدد اطلاعات ژنتیکی خود برای تشکیل آلل‌های جدید و متفاوت را ندارند. هنگامی که یک جهش در DNA یا سایر توالی حامل ژنتیکی رخ می‌دهد، هیچ راهی برای حذف جهش از جمعیت وجود ندارد تا زمانی که جهش دیگری رخ دهد که در نهایت جهش اولیه را حذف کند. این در میان موجودات نادر است.
هرمان جوزف مولر این ایده را معرفی کرد که جهش‌ها در ارگانیسم‌های تولید مثل غیرجنسی ایجاد می‌شوند. مولر این اتفاق را با مقایسه جهش‌هایی که به صورت جغجغه جمع می‌شوند توصیف کرد. هر جهشی که در ارگانیسم‌های تولید مثل غیرجنسی ایجاد می‌شود یک بار جغجغه را می‌چرخاند. جغجغه را نمی‌توان به عقب چرخاند، فقط به جلو می‌چرخاند. جهش بعدی که رخ می‌دهد یک بار دیگر جغجغه را می‌چرخاند. جهش‌های اضافی در یک جمعیت به‌طور مداوم جغجغه را تغییر می‌دهند و جهش‌ها، که عمدتاً مضر هستند، به‌طور مداوم بدون ترکیب مجدد جمع می‌شوند. این جهش‌ها به نسل بعدی منتقل می‌شوند زیرا فرزندان دقیقاً کلون‌های ژنتیکی والدین خود هستند. بار ژنتیکی موجودات و جمعیت آنها به دلیل اضافه شدن جهش‌های مضر متعدد افزایش می‌یابد و موفقیت کلی تولید مثل و تناسب اندام کاهش می‌یابد.
برای جمعیت‌های در حال تولیدمثل جنسی، مطالعات نشان داده‌اند که گلوگاه‌های تک سلولی برای مقاومت در برابر ایجاد جهش مفید هستند [نیاز به منبع]. عبور جمعیت از یک گلوگاه تک سلولی شامل رویداد لقاح است که با مجموعه‌های هاپلوئید DNA رخ می‌دهد و یک سلول بارور شده را تشکیل می‌دهد. به عنوان مثال، انسان در تنگنای تک سلولی قرار می‌گیرد که اسپرم هاپلوئید تخمک هاپلوئید را بارور می‌کند و زیگوت دیپلوئیدی را تشکیل می‌دهد که تک سلولی است. این عبور از یک سلول منفرد از این جهت مفید است که احتمال جهش از طریق افراد متعدد را کاهش می‌دهد. در عوض، جهش تنها به یک فرد منتقل می‌شود.[۳۹] مطالعات بیشتر با استفاده از Dictyostelium discoideum نشان می‌دهد که این مرحله اولیه تک سلولی برای مقاومت در برابر جهش‌ها به دلیل اهمیت ارتباط زیاد مهم است. افراد با خویشاوندی بسیار نزدیک‌تر، و بیشتر کلونال هستند، در حالی که افراد مرتبط کمتر، این احتمال را افزایش می‌دهد که یک فرد در جمعیتی با خویشاوندی کم ممکن است جهش مضر داشته باشد. جمعیت‌های بسیار مرتبط نیز بهتر از افراد کم‌خانواده رشد می‌کنند، زیرا هزینه قربانی کردن یک فرد تا حد زیادی با منافعی که بستگان و به نوبه خود ژن‌هایش به دست می‌آورند، بر اساس انتخاب خویشاوندان جبران می‌شود. مطالعات با D. discoideum نشان داد که شرایط با همبستگی بالا به‌طور موثرتری در برابر افراد جهش یافته مقاومت می‌کنند تا با همبستگی کم، که نشان‌دهنده اهمیت ارتباط بالا برای مقاومت در برابر جهش‌ها از تکثیر است.

### حذف ژن‌های زیان‌بار

نموداری که روابط مختلف بین تعداد جهش‌ها و تناسب اندام را نشان می‌دهد. مدل کندراشوف به اپیستازیس هم افزایی نیاز دارد که با خط قرمز نشان داده می‌شود – هر جهش بعدی تأثیر نامتناسب زیادی بر تناسب اندام ارگانیسم دارد.

این فرضیه توسط الکسی کندراشوف ارائه شد و گاهی اوقات به عنوان فرضیه جهش قطعی شناخته می‌شود. فرض بر این است که اکثر جهش‌های مضر فقط اندکی مضر هستند و بر فرد تأثیر می‌گذارند، به طوری که معرفی هر جهش اضافی تأثیر فزاینده‌ای بر تناسب اندام ارگانیسم دارد. این رابطه بین تعداد جهش و تناسب اندام به عنوان اپیستازیس هم افزایی شناخته می‌شود.
برای قیاس، به خودرویی فکر کنید که چندین ایراد جزئی دارد. هر کدام به تنهایی برای جلوگیری از کارکرد خودرو کافی نیستند، اما در ترکیب، عیوب ترکیب می‌شوند تا از عملکرد خودرو جلوگیری کنند.
به‌طور مشابه، یک ارگانیسم ممکن است بتواند با چند نقص کنار بیاید، اما وجود جهش‌های زیادی می‌تواند مکانیسم‌های پشتیبان آن را تحت تأثیر قرار دهد.
کوندراشوف استدلال می‌کند که ماهیت اندکی مضر جهش‌ها به این معنی است که جمعیت متشکل از افرادی با تعداد کمی جهش است. جنسیت برای ترکیب مجدد این ژنوتیپ‌ها عمل می‌کند و برخی افراد را با جهش‌های مضر کمتر و برخی با جهش‌های بیشتر ایجاد می‌کند. از آنجایی که برای افرادی که جهش‌های بیشتری دارند یک ضرر انتخابی عمده وجود دارد، این افراد از بین می‌روند. در اصل، جنسیت جهش‌های مضر را تقسیم‌بندی می‌کند.
از آنجایی که نظریه کندراشوف بر دو شرط محدود کننده کلیدی تکیه دارد، انتقادات زیادی به این نظریه وارد شده‌است. مورد اول مستلزم این است که نرخ جهش مضر باید از یک در هر ژنوم در هر نسل بیشتر شود تا مزیت قابل توجهی برای جنسیت فراهم شود. در حالی که برخی شواهد تجربی برای آن وجود دارد (به عنوان مثال در مگس سرکه و E. coli [3])، همچنین شواهد قوی علیه آن وجود دارد؛ بنابراین، به عنوان مثال، برای گونه‌های جنسی Saccharomyces cerevisiae (مخمر) و Neurospora crassa (قارچ)، نرخ جهش در هر ژنوم در هر تکرار به ترتیب ۰٫۰۰۲۷ و ۰٫۰۰۳۰ است. برای کرم نماتد Caenorhabditis elegans، نرخ جهش در هر ژنوم مؤثر در هر نسل جنسی ۰٫۰۳۶ است.[۴] ثانیاً، باید برهمکنش‌های قوی بین جایگاه‌ها (اپیستازی سینرژیک) وجود داشته باشد، یک رابطه جهش- تناسب که تنها شواهد محدودی برای آن وجود دارد.[۵] برعکس، همان مقدار شواهدی نیز وجود دارد که جهش‌ها هیچ گونه اپیستازی (مدل صرفاً افزایشی) یا برهمکنش‌های متضاد را نشان نمی‌دهند (هر جهش اضافی یک اثر نامتناسب کوچک دارد).

## توضیحات دیگر

### نظریه فرگشتی جنسیت ژئوداکیان
ژئوداکیان پیشنهاد کرد که دوشکلی جنسی، فنوتیپ‌های یک گونه را به حداقل دو بخش عملکردی تقسیم می‌کند: یک پارتیشن ماده که ویژگی‌های مفید گونه را تضمین می‌کند و یک پارتیشن نر که در گونه‌هایی با محیط‌های متغیرتر و غیرقابل پیش‌بینی‌تر ظاهر می‌شود. پارتیشن نر به عنوان بخشی «تجربی» از گونه‌ها پیشنهاد می‌شود که به گونه‌ها اجازه می‌دهد جایگاه اکولوژیکی خود را گسترش دهند و پیکربندی‌های جایگزین داشته باشند. این نظریه بر تنوع بیشتر و مرگ و میر بیشتر در مردان در مقایسه با زنان تأکید می‌کند. این تقسیم‌بندی عملکردی همچنین حساسیت بالاتر به بیماری در مردان را در مقایسه با زنان توضیح می‌دهد و بنابراین ایده «محافظت در برابر انگل‌ها» را به عنوان یکی دیگر از عملکردهای جنس مذکر در بر می‌گیرد. نظریه فرگشتی Geodakyan در مورد جنسیت در روسیه در سالهای ۱۹۶۰–۱۹۸۰ توسعه یافت و تا عصر اینترنت برای غرب شناخته شده نبود. تروفیمووا، که تفاوت‌های جنسی روان‌شناختی را تجزیه و تحلیل کرد، این فرضیه را مطرح کرد که جنس مذکر نیز ممکن است عملکرد «هرس اضافی» را ارائه دهد.

### سرعت فرگشت
ایلان اشل پیشنهاد کرد که رابطه جنسی از فرگشت سریع جلوگیری می‌کند. او پیشنهاد می‌کند که نوترکیب، ترکیب‌های ژنی مطلوب را اغلب بیشتر از ایجاد آنها می‌شکند، و جنسیت حفظ می‌شود، زیرا تضمین می‌کند انتخاب طولانی‌مدت نسبت به جمعیت‌های غیرجنسی است - بنابراین جمعیت کمتر تحت تأثیر تغییرات کوتاه‌مدت قرار می‌گیرد. ۸۵. -۸۶ این توضیح به‌طور گسترده پذیرفته نشده‌است، زیرا مفروضات آن بسیار محدود کننده است.
اخیراً در آزمایش‌هایی با جلبک کلامیدوموناس نشان داده شده‌است که رابطه جنسی می‌تواند محدودیت سرعت [توضیحات لازم] در فرگشت را حذف کند.

### نظریه حباب لیبرتین
فرگشت جنسیت را می‌توان به عنوان نوعی تبادل ژنی مستقل از تولید مثل توصیف کرد. با توجه به "نظریه حباب آزاد" تیری لوده، جنسیت از یک فرایند انتقال ژن باستانی در میان حباب‌های پری بیوتیک نشات گرفته‌است. تماس بین حباب‌های پیش‌بیوتیک می‌تواند از طریق غذای ساده یا واکنش‌های انگلی باعث انتقال مواد ژنتیکی از یک حباب به حباب دیگر شود. به نظر می‌رسد که تعاملات بین دو ارگانیسم در تعادل باشد، شرط کافی برای کارآمد کردن این فعل و انفعالات از نظر فرگشتی، یعنی انتخاب حباب‌هایی که این فعل و انفعالات را تحمل می‌کنند (حباب‌های "آزادی") از طریق یک فرایند فرگشتی کور همبستگی و سازگاری ژنی خودتقویت کننده.
«نظریه حباب آزاد» پیشنهاد می‌کند که جنسیت میوز در پروتو-یوکاریوت‌ها برای حل مشکلی که باکتری‌ها نداشتند، یعنی مقدار زیادی از مواد DNA، که در مرحله باستانی شکل‌گیری سلول‌های اولیه و تبادلات ژنتیکی رخ می‌دهد، فرگشت یافته‌است؛ بنابراین، به جای ارائه مزایای انتخابی از طریق تولید مثل، جنسیت را می‌توان به عنوان مجموعه ای از رویدادهای جداگانه در نظر گرفت که گام به گام برخی از مزایای بسیار ضعیف بازترکیب، میوز، گامتوژنز و همگامی را با هم ترکیب می‌کند؛ بنابراین، گونه‌های جنسی کنونی می‌توانند نوادگان ارگانیسم‌های اولیه باشند که در درازمدت تبادلات پایدارتری انجام می‌دهند، در حالی که گونه‌های غیرجنسی، بسیار اخیراً در تاریخ فرگشتی، از تضاد منافع ناشی از ناهمسانی پدید آمده‌اند.
R. Stephen Howard و Curtis Lively اولین کسانی بودند که پیشنهاد کردند که اثرات ترکیبی انگلی و انباشت جهش می‌تواند منجر به افزایش مزیت جنسی در شرایطی شود که غیر از این پیش‌بینی نشده بود (Nature, 1994). با استفاده از شبیه‌سازی‌های رایانه‌ای، آن‌ها نشان دادند که وقتی این دو مکانیسم به‌طور همزمان عمل کنند، مزیت جنسی نسبت به تولید مثل غیرجنسی بیشتر از هر یک از عوامل به تنهایی است.